# Whitsand Bay
Whitsand Bay – otwarta zatoka kanału La Manche, u południowego wybrzeża półwyspu Rame w południowo-wschodniej Kornwalii (Anglia). Rozciąga się od przylądka Rame Head na wschodzie do okolic wsi Portwrinkle na zachodzie.
Wybrzeże klifowe o wysokości od 30 do 75 m z rozległą piaszczystą plażą odsłoniętą podczas odpływu. Różnica poziomu wody podczas przypływów i odpływów wynosi od 3,5 do 5 m.
W XIX wieku wybrzeże zatoki zostało ufortyfikowane w celu ochrony znajdującej się nieopodal stoczni i bazy marynarki wojennej (Royal Navy) w Devonport (Plymouth). Wzniesione zostały wówczas forty Tregantle (czynny, obecnie pełni funkcje szkoleniowe), Whitesand Bay Battery (zamknięty w 1951, obecnie ośrodek wypoczynkowy) oraz Polhawn Battery (zamknięty w 1928, obecnie hotel).
Na dnie zatoki spoczywają wraki okrętu podwodnego HMS A7 (zatonął 1914), węglowca SS „Rosehill” (1917), transportowca SS „James Eagan Layne” (1945), fregaty HMS „Scylla” (2004), a na wybrzeżu – kabotażowca „Daisy” (1903) i trawlera „Chancellor” (1934).